# 木造長政
木造 長政（こづくり ながまさ）は、戦国時代から江戸時代前期にかけての武将。

## 生涯
織田氏の家臣であった木造具政の子として生まれた。
はじめ伊勢の織田信雄に仕えた。天正2年（1574年）7月に侍大将として水軍を率いて伊勢長島攻めに従軍した。天正12年（1584年）に主君の信雄に討たれた信雄家老の津川義冬の家臣団が松ヶ島城に籠城した際には、これを攻めている。
信雄は同年の小牧・長久手の戦いの政略により、天下人となりつつあった豊臣秀吉と和睦した。この主家の動向後、長政は居城の戸木城を廃城とし、天正14年（1586年）に田辺城を築いて新たな居城とした。しかし天正18年（1590年）の小田原征伐ののち、信雄は秀吉からの尾張・伊勢から東海地方への転封命令を拒んで領地を没収され、関東にて蟄居させられた。長政は秀吉に召しだされたのち、信雄の甥で織田家の当主と看做されていた織田秀信の家老として配され、2万5千石の知行を得た（『勢州軍記』）。
慶長5年（1600年）の関ヶ原の戦いにおいては、美濃国岐阜を居城としていた秀信に徳川家康の東軍に与するように進言するが、これは容れられず秀信は西軍に与した。織田方は米野の戦いや岐阜城籠城戦などで、美濃国に侵出してきた東軍の福島正則や池田輝政らと戦った。長政親子も米野の戦いでは1千兵を率い、籠城戦では七曲口を預かり戦ったが、織田方は城の大半を攻め落とされ、降伏した。
戦後、主家を失い浪人するところであったが、関ケ原の折に敵であった福島正則は長政を評価し呼び寄せ、福島家に1万9千石で仕えた（『勢州軍記』）。慶長9年（1604年）、死去した。

## 備考
木造具康は、長政の別名のひとつとする説（同一人物説）のほかに別人説がある。木造氏の系図によれば、具康の跡を継いだのが長政の父の具政である。
司馬遼太郎の小説『関ヶ原』では、父の具政と同音の具正という名前で登場するが、人物の説明では、ほぼ長政を示している。